# Jaime Sarlanga
Jaime Sarlanga (* 24. Februar 1916 in Tigre; † 24. August 1966) war ein argentinischer Fußballspieler und späterer -trainer, der mit den Boca Juniors dreimal die argentinische Meisterschaft gewann und auch für die Nationalmannschaft seines Heimatlandes aktiv war.

## Karriere

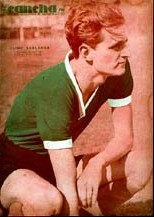
Jaime Sarlanga im Trikot von Ferro Carril Oeste

Jaime Sarlanga begann mit dem Fußballspielen im Jahre 1935 bei CA Tigre in der gleichnamigen Stadt in der Mitte Argentiniens am Rande des Ballungsraumes Buenos Aires gelegen, in der er am 24. Februar 1916 auch geboren wurde. Für CA Tigre, eines der Gründungsmitglieder der argentinischen Primera División und in den Dreißigerjahren im unteren Tabellenbereich der ersten Liga zu finden, spielte Sarlanga bis 1936 und kam in dieser Zeit zu fünf Ligaspielen in der ersten Mannschaft, wobei er drei Tore erzielte. Zur Saison 1937 ging er zu Ferro Carril Oeste, damals leistungsmäßig etwa auf einem Level mit CA Tigre. Bei Ferro Carril Oeste konnte sich Jaime Sarlanga sofort durchsetzen und machte in drei Jahren Vereinszugehörigkeit achtzig Spiele, in denen ihm 47 Torerfolge gelangen.
Für die Spielzeit 1940 wurde Sarlanga von den Boca Juniors aus der Hauptstadt Buenos Aires unter Vertrag genommen. Mit den Boca Juniors, wo er unter anderem zusammen spielte mit anderen argentinischen Fußballgrößen der damaligen Zeit wie etwa Luis Carniglia, dem gebürtigen Ungar Ferenc Sas oder Pedro Suárez, gewann Sarlanga, der auf der Position eines Angreifers spielte, dreimal die argentinische Meisterschaft. Erstmals erfolgreich war man 1940, als in der Primera División der erste Platz mit acht Punkten Vorsprung auf CA Independiente belegt wurde. Nach zwei Jahren ohne Titel gewann man 1943 wieder die Meisterschaft, diesmal als Erster in der Tabelle einen Punkt vor dem ewigen Rivalen CA River Plate. Eben jene wurden auch in der dritten und letzten Meistersaison von Jaime Sarlanga bei den Boca Juniors auf Platz zwei verwiesen. Die Primera División 1944 endete für die Boca Juniors auf dem ersten Rang mit zwei Zählern auf River Plate. Dieser Titelgewinn war jedoch der letzte für Jaime Sarlanga mit den Juniors, er spielte zwar noch bis 1948 im Verein, gewann die Meisterschaft aber nicht wieder. Nach Ende der Spielzeit 1948 verabschiedete er sich von den Boca Juniors, nachdem er zuvor 193 Ligaspiele und 115 Tore für den Verein gemacht hatte.
Ab 1949 war er für Gimnasia y Esgrima de La Plata am Ball, ehe er seine Laufbahn im Jahre 1954 beendete. Ein Jahr später kehrte er auf den Fußballplatz zurück und trainierte kurzzeitig die Boca Juniors, dieses Engagement blieb allerdings ohne Erfolge. Danach zog er sich aus dem Fußballgeschäft zurück. Er starb am 24. August 1966 im Alter von nur fünfzig Jahren.
Jaime Sarlanga kam zwischen 1937 und 1943 auch zu acht Einsätzen in der argentinischen Fußballnationalmannschaft, wobei ihm sieben Torerfolge gelangen. Die Teilnahme an einer Fußball-Weltmeisterschaft blieb ihm aber verwehrt, da sich Argentinien für die Fußball-Weltmeisterschaft 1938 in Frankreich nicht qualifiziert hatte und dann aufgrund des Zweiten Weltkrieges bis 1950 keine Weltmeisterschaften ausgetragen wurden.

## Erfolge
- Argentinische Meisterschaft: 3× (1940, 1943, 1944)
- Copa Ibarguran: 2× (1940, 1944)
- Copa Competencia: 1× (1946)
- Copa Confreternidad: 1× (1946)